# Charles Griffes
Charles Tomlinson Griffes (Elmira, 17 septembre 1884 – New York, 8 avril 1920) est un compositeur américain de musique pour piano, de musique de chambre et de musique vocale. 

## Carrière musicale
Après des études de piano et d'orgue dans sa ville natale, dans l'État de New York, il part pour Berlin pour un séjour de quatre années pour étudier avec Engelbert Humperdinck au conservatoire Stern. À son retour aux États-Unis, il commence à enseigner dans une école de garçons à Tarrytown, près de New York, poste qu'il conserve jusqu'à sa mort 13 ans plus tard.
Son génie musical et son homosexualité déclarée ne peuvent s'exprimer à Tarrytown. La Première Guerre mondiale le coupe de ses amis européens. Cet isolement le pousse à travailler dur pour être reconnu comme musicien. Il meurt de la grippe à 35 ans et est enterré à Bloomfield, dans le New Jersey.

## Style musical
Griffes est le plus connu des compositeurs américains impressionnistes. Il était fasciné par le son exotique et mystérieux des impressionnistes français et il fut très influencé par eux lors de son séjour en Europe. Il étudia aussi les compositions des auteurs russes de son temps comme Scriabine, dont l'influence est visible dans on œuvre.

## Œuvres
Ses œuvres les plus connues sont son fameux White Peacock, pour piano (1915, orchestré en 1919) ; sa Sonate pour piano (1917-18, révisée en 1919) ; un poème symphonique  The Pleasure Dome of Kubla Khan, d'après le fragment de Coleridge (1912, révisé en 1916), et le Poème pour flûte et orchestre (1918). il écrivit aussi de nombreuses  pièces pour piano, ensembles de chambre, et pour voix. La quantité et la qualité de sa musique sont impressionnants en regard de la brièveté de sa vie et de son emploi à temps plein d'enseignant ; nombre de ses œuvres sont encore jouées. Son Sho-jo (1917), non publié, une pantomime en un acte basée sur des thèmes japonais, est une des premières œuvres américaines inspirées par la musique du Japon.
- Sonate pour piano
- Three Tone-Pictures, pour piano seul, opus 5
- Fantasy Pieces, pour piano seul, opus 6
- Roman Sketches, pour piano seul, opus 7